# Convocazioni al campionato europeo femminile under 17 di pallavolo 2022
Elenco delle giocatrici convocate per la fase finale del campionato europeo under 17 2022.

## Bulgaria
| N° | Nome                      | Ruolo | Data di nascita  | Squadra         |
| -- | ------------------------- | ----- | ---------------- | --------------- |
| -  | Dijan Bojukliev           | All   | 21 febbraio 1987 | -               |
| 3  | Kaja Nikolova             | C     | 28 ottobre 2006  | -               |
| 4  | Aleksa Emilova            | C     | 29 gennaio 2006  | Marica          |
| 5  | Kalina Bojadžieva         | S     | 14 giugno 2006   | Levski Sofia    |
| 6  | Margarita Gunčeva         | P     | 12 giugno 2006   | Marica          |
| 7  | Elena Kolarova            | C     | 28 agosto 2006   | Marica          |
| 9  | Simona Anastasova         | P     | 4 gennaio 2006   | Kazanlăk        |
| 11 | Dijana Borisova           | S     | 11 gennaio 2006  | Marica          |
| 13 | Iva Dudova                | O     | 11 febbraio 2006 | Marica          |
| 14 | Marija Zlatanova          | S     | 16 novembre 2006 | CSKA Sofia      |
| 15 | Joana Dokova              | L     | 31 luglio 2006   | Marica          |
| 16 | Aleksandra Kitipova       | S     | 22 gennaio 2007  | Marica          |
| 17 | Marija-Gabriela Miličevič | S     | 17 marzo 2006    | Marica          |
| 19 | Raja Mljakova             | S     | 27 giugno 2006   | Levski Sofia    |
| 21 | Viktorija Ninova          | L     | 9 giugno 2007    | Lokomotiv Sofia |

## Croazia
| N° | Nome                | Ruolo | Data di nascita   | Squadra         |
| -- | ------------------- | ----- | ----------------- | --------------- |
| -  | Miodrag Stojaković  | All   | 25 luglio 1965    | -               |
| 1  | Carla Stošić        | L     | 17 febbraio 2007  | Veli Vrh        |
| 3  | Laura Kesar         | O     | 16 febbraio 2006  | HAOK Mladost    |
| 5  | Renea Zubanović     | L     | 26 maggio 2006    | Split           |
| 7  | Antea Perić         | O     | 14 gennaio 2006   | Olimpik         |
| 8  | Ana Prkačin         | P     | 22 settembre 2007 | Dinamo Zagabria |
| 10 | Lana Francetić      | S     | 1º giugno 2007    | HAOK Rijeka     |
| 11 | Tonka Bošnjak       | S     | 19 aprile 2006    | HAOK Mladost    |
| 12 | Lana Sesar          | S     | 16 maggio 2006    | Kaštela         |
| 13 | Tina Buršić         | O     | 22 febbraio 2006  | Pula            |
| 14 | Nikolina Dragičević | C     | 22 dicembre 2006  | Kaštela         |
| 15 | Marija Mohorović    | C     | 3 novembre 2006   | HAOK Mladost    |
| 16 | Lorena Sesar        | P     | 19 ottobre 2006   | HAOK Mladost    |
| 18 | Klara Kruhonja      | C     | 20 maggio 2006    | Olimpik         |
| 19 | Marija Dugi         | S     | 10 agosto 2006    | Varaždin        |

## Finlandia
| N° | Nome                 | Ruolo | Data di nascita   | Squadra            |
| -- | -------------------- | ----- | ----------------- | ------------------ |
| -  | Nikolas Buser        | All   | 9 ottobre 1984    | -                  |
| 1  | Liina Räty           | P     | 18 luglio 2006    | Puijo              |
| 2  | Annalina Friman      | L     | 28 settembre 2006 | Maskun Kataja      |
| 3  | Netta Tolvanen       | L     | 29 gennaio 2006   | Kuortaneen         |
| 4  | Nea Subotic          | S     | 20 giugno 2006    | Hämeenlinnan       |
| 5  | Saara Tyrkkö         | C     | 5 novembre 2007   | Vammalan           |
| 6  | Milla Haapaniemi     | C     | 11 ottobre 2007   | Oriveden Ponnistus |
| 7  | Hanna Kastarinen     | C     | 12 gennaio 2006   | Kuortaneen         |
| 8  | Nella Haatainen      | S     | 21 settembre 2006 | Heitto Haukipudas  |
| 9  | Anna Johtela         | S     | 26 agosto 2006    | Viesti Salo        |
| 10 | Iina-Reeta Kaikkonen | S     | 14 febbraio 2006  | Kuortaneen         |
| 11 | Kerttu Kilpinen      | S     | 24 ottobre 2006   | Hämeenlinnan       |
| 12 | Sanni Siika-Aho      | P     | 1º febbraio 2007  | JyväsLentis        |

## Germania
| N° | Nome                | Ruolo | Data di nascita   | Squadra         |
| -- | ------------------- | ----- | ----------------- | --------------- |
| -  | Manuel Hartmann     | All   | 15 dicembre 1986  | -               |
| 2  | Emma Neukirchen     | C     | 5 settembre 2006  | Gladbeck        |
| 3  | Johanna Franzen     | S     | 31 maggio 2007    | Olympia Berlino |
| 4  | Teresa Ziegenbalg   | O     | 13 settembre 2006 | Olympia Dresden |
| 5  | Lilly Bietau        | L     | 20 agosto 2006    | Wiesbaden       |
| 6  | Paulina Ströh       | S     | 24 gennaio 2006   | Schweriner      |
| 9  | Leana Grozer        | O     | 23 aprile 2007    | Gladbeck        |
| 11 | Gesa Brandstrup     | S     | 15 febbraio 2006  | Olympia Berlino |
| 12 | Lara-Marie Schäfer  | L     | 6 maggio 2006     | Olympia Münster |
| 16 | Florentine Rosemann | C     | 2 gennaio 2007    | Olympia Dresden |
| 20 | Marie Steinhilber   | C     | 19 gennaio 2007   | MTV Stoccarda   |
| 25 | Svea Naujack        | S     | 27 febbraio 2006  | Schweriner      |
| 26 | Finja Kurtz         | O     | 10 maggio 2006    | Olympia Münster |

## Italia
| N° | Nome               | Ruolo | Data di nascita  | Squadra        |
| -- | ------------------ | ----- | ---------------- | -------------- |
| -  | Michele Fanni      | All   | 11 gennaio 1983  | -              |
| 1  | Dalila Marchesini  | S     | 3 gennaio 2006   | Anderlini      |
| 3  | Maia Monaco        | C     | 12 luglio 2006   | Futura Giovani |
| 4  | Giorgia Amoruso    | S     | 18 maggio 2006   | Busnago        |
| 5  | Aurora Del Freo    | S     | 29 aprile 2006   | Volleyrò       |
| 7  | Federica Baratella | S     | 13 febbraio 2006 | Amatori Orago  |
| 8  | Erika Esposito     | S     | 1º febbraio 2006 | Volleyrò       |
| 9  | Safa Allaoui       | P     | 1º febbraio 2006 | Volleyrò       |
| 10 | Laura Franceschini | C     | 17 ottobre 2006  | Volleyrò       |
| 11 | Merit Adigwe       | O     | 24 agosto 2006   | Imoco          |
| 12 | Carola Bonafede    | L     | 16 gennaio 2007  | Volleyrò       |
| 13 | Amelie Vighetto    | O     | 13 marzo 2006    | Involley       |
| 15 | Linda Manfredini   | C     | 14 maggio 2006   | Anderlini      |
| 17 | Ginevra Camerini   | S     | 16 luglio 2006   | Volleyrò       |
| 18 | Angela Coba        | P     | 24 febbraio 2006 | Visette        |

## Paesi Bassi
| N° | Nome                      | Ruolo | Data di nascita  | Squadra          |
| -- | ------------------------- | ----- | ---------------- | ---------------- |
| -  | William Klaver            | All   | 14 agosto 1991   | -                |
| 1  | Janne Koops               | P     | 3 febbraio 2006  | Dynamo Apeldoorn |
| 2  | Noa Krikhaar              | L     | 14 giugno 2006   | Krekkers         |
| 3  | Luna Strikwerda           | P     | 10 giugno 2006   | Dynamo Apeldoorn |
| 4  | Femke Zegwaard            | S     | 30 maggio 2006   | Sliedrecht       |
| 5  | Heleen Wiegerinck         | S     | 8 settembre 2006 | VCE/PSV          |
| 6  | Roos Wessels              | C     | 2 febbraio 2006  | Apollo 8         |
| 7  | Aysha Meering             | O     | 28 marzo 2007    | Dynamo Apeldoorn |
| 8  | Maaike Heilig             | C     | 5 agosto 2007    | Zaanstad         |
| 9  | Yfke Jelsma               | O     | 17 febbraio 2007 | Forza Hoogland   |
| 11 | Roosmarijn Peper Grooters | S     | 4 giugno 2007    |                  |
| 12 | Romée Sterenburg          | C     | 1º agosto 2006   | DOK Dwingeloo    |
| 14 | Wies Smits                | S     | 12 marzo 2006    | Peelpush         |

## Polonia
| N° | Nome                  | Ruolo | Data di nascita  | Squadra          |
| -- | --------------------- | ----- | ---------------- | ---------------- |
| -  | Waldemar Kawka        | All   | 2 giugno 1966    | -                |
| 1  | Zofia Sobanty         | S     | 12 dicembre 2006 | Kalisz           |
| 2  | Natasza Ornoch        | S     | 25 dicembre 2007 | Wola Warszawa    |
| 4  | Zofia Brzoza          | O     | 17 gennaio 2006  | Dwójka Zawiercie |
| 6  | Amelia Dombrowska     | S     | 18 febbraio 2006 | Kalisz           |
| 7  | Anna Fiedorowicz      | S     | 27 luglio 2006   | Chemik Olsztyn   |
| 8  | Iga Marszałkowicz     | C     | 30 novembre 2006 | Wrocław          |
| 12 | Rozalia Chmielewska   | C     | 7 marzo 2006     | Energetyk Poznań |
| 13 | Aleksandra Walczak    | P     | 14 febbraio 2006 | Legionovia       |
| 14 | Martyna Podlaska      | O     | 31 maggio 2006   | Wieżyca Stężyca  |
| 15 | Maja Daca             | L     | 22 maggio 2006   | Wola Warszawa    |
| 17 | Kornelia Drosdowska   | L     | 30 novembre 2006 | Pałac Bydgoszcz  |
| 19 | Antonina Serafinowska | C     | 2 marzo 2006     | Kalisz           |
| 20 | Oliwia Jaroń          | C     | 6 novembre 2006  | Wola Warszawa    |
| 22 | Nadia Siuda           | P     | 6 giugno 2007    | Kalisz           |

## Rep. Ceca
| N° | Nome                 | Ruolo | Data di nascita   | Squadra          |
| -- | -------------------- | ----- | ----------------- | ---------------- |
| -  | Petr Klár            | All   | 27 gennaio 1976   | -                |
| 2  | Kateřina Brunclíková | L     | 27 settembre 2006 | Dukla Liberec    |
| 3  | Kristýna Průšová     | S     | 26 maggio 2006    | Olymp Praha      |
| 4  | Anna Pragerová       | P     | 3 aprile 2006     | Dukla Liberec    |
| 6  | Andrea Fabikovičová  | P     | 5 maggio 2006     | Ostrava          |
| 8  | Nela Jasečková       | S     | 17 gennaio 2006   | Ostrava          |
| 12 | Sofie Páv            | P     | 6 dicembre 2006   | Olomouc          |
| 13 | Adéla Chládková      | C     | 27 agosto 2006    | Ostrava          |
| 14 | Lucie Zapletalová    | S     | 10 luglio 2006    | Olomouc          |
| 16 | Markéta Beranová     | S     | 21 novembre 2006  | Lokomotiva Plzeň |
| 17 | Martina Pokorná      | O     | 31 marzo 2006     | Kralupy          |
| 19 | Julie Bažó           | C     | 6 agosto 2006     | Prostějov        |
| 20 | Laura Kuldanová      | S     | 4 febbraio 2006   | Ostrava          |
| 21 | Aneta Valentová      | C     | 26 ottobre 2006   | Lokomotiva Plzeň |
| 22 | Caroline Formánková  | O     | 20 febbraio 2006  | Dukla Liberec    |

## Serbia
| N° | Nome               | Ruolo | Data di nascita  | Squadra          |
| -- | ------------------ | ----- | ---------------- | ---------------- |
| -  | Mirjana Musulin    | All   | 22 maggio 1973   | -                |
| 2  | Ana Mihajlović     | S     | 11 marzo 2006    | SREM             |
| 3  | Teodora Kričković  | P     | 6 marzo 2006     | TENT             |
| 4  | Maja Ostojić       | P     | 9 febbraio 2006  | Spartak Subotica |
| 5  | Milica Burka       | L     | 6 settembre 2006 | NS Team          |
| 6  | Mina Stanojević    | S     | 28 febbraio 2006 | SREM             |
| 9  | Danica Ružić       | L     | 19 aprile 2006   | Ruma             |
| 10 | Milica Vidačić     | O     | 8 ottobre 2006   | Klek Srbijašume  |
| 11 | Sonja Danilović    | S     | 9 gennaio 2006   | SREM             |
| 12 | Jana Samardžić     | S     | 26 aprile 2007   | TENT             |
| 13 | Kaja Stjepović     | S     | 24 novembre 2006 | Omladinac        |
| 14 | Jovana Antić       | C     | 7 maggio 2006    | SREM             |
| 15 | Đurđa Stanojević   | C     | 3 maggio 2006    | TENT             |
| 17 | Bojana Miljević    | C     | 6 aprile 2006    | Crno Bele 011    |
| 19 | Anđela Veselinović | O     | 4 luglio 2007    | Ub               |

## Slovenia
| N° | Nome                    | Ruolo | Data di nascita   | Squadra           |
| -- | ----------------------- | ----- | ----------------- | ----------------- |
| -  | Boris Klokočovnik       | All   | 14 dicembre 1969  | -                 |
| 1  | Adriana Vukojević       | C     | 25 maggio 2006    | Kamnik            |
| 3  | Eva Kneževič            | O     | 8 agosto 2006     | Bistrica          |
| 4  | Lira Pukl Verdel        | O     | 7 settembre 2006  | Branik            |
| 5  | Maja Lebič              | C     | 13 ottobre 2006   | Spodnja Savinjska |
| 6  | Mija Sagadin Pristovnik | L     | 22 settembre 2006 | Bistrica          |
| 7  | Maša Pucelj             | S     | 24 gennaio 2006   | Flip-Flop         |
| 8  | Mija Šiftar             | S     | 9 febbraio 2006   | Kamnik            |
| 9  | Nadja Gojković          | C     | 18 agosto 2006    | Vital             |
| 11 | Saša Damjanović         | P     | 2 luglio 2006     | Gorica            |
| 13 | Tara Filipič            | L     | 14 giugno 2006    | Flip-Flop         |
| 14 | Tia Hotič               | L     | 22 maggio 2006    | Vital             |
| 15 | Urša Sevčnikar          | P     | 23 giugno 2006    | Spodnja Savinjska |
| 19 | Lavra Križanič          | S     | 16 aprile 2006    | Šentvid Lubiana   |
| 21 | Lorena Kešelj           | C     | 6 maggio 2007     | Branik            |

## Turchia
| N° | Nome            | Ruolo | Data di nascita   | Squadra           |
| -- | --------------- | ----- | ----------------- | ----------------- |
| -  | Raşit İnanç     | All   | 18 maggio 1984    | -                 |
| 1  | Talya Olcay     | P     | 16 agosto 2006    | VakıfBank         |
| 3  | Elif Hürriyet   | L     | 29 maggio 2006    | VakıfBank         |
| 4  | Eylül Boztepe   | S     | 3 luglio 2006     | Eczacıbaşı        |
| 5  | Begüm Kaçmaz    | C     | 26 aprile 2007    | VakıfBank         |
| 9  | Nisan Eroğuz    | C     | 11 aprile 2006    | VakıfBank         |
| 11 | Ece Şenyapıcı   | C     | 24 gennaio 2006   | Fenerbahçe        |
| 12 | Ece Esepaşa     | L     | 19 luglio 2007    | Eczacıbaşı        |
| 13 | Bianka Mumcular | S     | 18 giugno 2006    | Eczacıbaşı        |
| 14 | Eslem Yılmaz    | S     | 14 febbraio 2007  | Eczacıbaşı        |
| 15 | Defne Kandemir  | S     | 6 settembre 2006  | VakıfBank         |
| 17 | Defne Devrim    | P     | 11 settembre 2006 | VakıfBank         |
| 19 | Defne Başyolcu  | S     | 9 agosto 2006     | Nilüfer           |
| 20 | Simge Özbey     | S     | 23 gennaio 2006   | Türk Hava Yolları |
| 99 | Ceylin Kuyan    | S     | 3 marzo 2008      | VakıfBank         |

## Ungheria
| N° | Nome              | Ruolo | Data di nascita  | Squadra     |
| -- | ----------------- | ----- | ---------------- | ----------- |
| -  | Gábor König       | All   | 29 agosto 1984   | -           |
| 3  | Júlia Báder       | P     | 9 ottobre 2006   | Vasas       |
| 4  | Cecília Jámbor    | S     | 14 aprile 2006   | Vasas       |
| 5  | Lina Gajdács      | S     | 23 febbraio 2008 | Békéscsabai |
| 7  | Brigitta Tuska    | S     | 17 ottobre 2006  | Békéscsabai |
| 8  | Sára Tóth         | P     | 4 agosto 2006    | Vasas       |
| 9  | Sophia Nagy       | C     | 4 aprile 2006    | Vasas       |
| 10 | Réka Nagy-Hegyesi | S     | 23 gennaio 2006  | Szegedi     |
| 11 | Fanni Fekete      | O     | 23 luglio 2006   | Vasas       |
| 12 | Szonja Vértes     | P     | 17 maggio 2006   | Vasas       |
| 13 | Olga Gergácz      | O     | 7 aprile 2006    | SzoSI       |
| 14 | Ramóna Fekete     | P     | 3 aprile 2007    | Békéscsabai |
| 17 | Mirtill Erőss     | O     | 30 aprile 2006   | Vasas       |
| 18 | Laura Kállai      | S     | 6 gennaio 2006   | Vasas       |
| 20 | Fanni Botyánszki  | S     | 5 gennaio 2006   | Vasas       |